# Univerza Yale
Univerza Yale [jêjl] je ameriška zasebna univerza s sedežem v kraju New Haven, Connecticut, ZDA.
Univerza Yale je članica Ivy League.